# (187531) Omorichugakkou
(187531) Omorichugakkou est un astéroïde de la ceinture principale.

## Description
(187531) Omorichugakkou est un astéroïde de la ceinture principale. Il fut découvert le 20 octobre 2006 à Nyukasa par Y. Sorimachi et Atsushi Nakajima. Il présente une orbite caractérisée par un demi-grand axe de 2,31 UA, une excentricité de 0,11 et une inclinaison de 5,7° par rapport à l'écliptique.